# Trichocolletes tenuiculus
Trichocolletes tenuiculus is een vliesvleugelig insect uit de familie Colletidae. De wetenschappelijke naam van de soort is voor het eerst geldig gepubliceerd in 1931 door Rayment.
De bij wordt ongeveer 13 millimeter lang. De soort komt voor in New South Wales, Australië.